# Shoin Yoshida
Shoin Yoshida (japonès: 吉田松陰)  (Hagi, 20 de setembre de 1830 - Tenma-chō Prison, 21 de novembre de 1859) fou un intel·lectual japonés.

## Biografia
Shoin Yoshida neix a Yamaguchi com a fill de Yurinosuke Sugi, un samurai del clan Hagi, però adoptat per la família Yoshida com a mestre de l'art de la guerra de l'estil Yamaga. Va ser un nen brillant que amb només 8 anys anava a la universitat, i només amb 10 anys, va impressionar a la família del dàimio Mori en una conferència sobre estratègies militar.
Després d'estudiar a l'escola Clan Meirinkan, va viatjar per tot el país per estudiar. Després va aprendre artilleria i estudis occidentals a través de la llengua holandesa amb Shozan Sakuma. El 1854 va intentar amagar-se al vaixell de guerra nord-americà Pohatan, del capità Matthew Perry, ancorat al port de Shimoda, per fugir, però va ser atrapat per les tropes lleials al bakufu i tancat a la presó, després va ser traslladat a la presó de Noyamagoku a Hagi.
L'any següent va ser alliberat i tancat a casa dels seus dos pares, la família Sugi i li van ser limitades les accions polítiques. Durant aquest període va començar una escola privada, Shoka Sonjuku, on va ensenyar a uns 80 estudiants, inclosos Shinsaku Takasugi, Genzui Kusaka, Hirobumi Ito i Aritomo Yamagata, a partir dels seus alumnes com que en Shoin no podia sortir de casa es va valdre dels seus alumnes per mantenir-se informat dels problemes de l'exterior. Així, va fomentar recursos humans destacats que van tenir un paper actiu des dels darrers dies del règim de la família Tokugawa fins a principis de l'era Meiji.
El 1858, Naosuke Ii, responsable dels tractats signats amb les potències occidentals com a conseqüència de l'arribada de Perry, va ordenar la detenció i empresonament de molts dels seguidors de Yoshida. Llavors, en Shoin, va decidir encapçalar una revolta. En fracassar la revolta, va ser empresonat de nou a Chōshū. Un any després va ser executat durant la purga d'Ansei, a la presó de Tenma-chō, quan comptava amb 29 anys. Alguns dels seus deixebles, com Takasugi Shinsaku i Itō Hirobumi van ser molt coneguts posteriorment, i gairebé tots els supervivents del grup format per Shōin Yoshida van prendre part activa a la Restauració Meiji.